# Xã Mount Pleasant, Quận Columbia, Pennsylvania
Xã Mount Pleasant (tiếng Anh: Mount Pleasant Township) là một xã thuộc quận Columbia, tiểu bang Pennsylvania, Hoa Kỳ. Năm 2010, dân số của xã này là 1.609 người.